# Ширазский университет медицинских наук
Ширазский медицинский университет (перс. دانشگاه علوم پزشکی شیراز‎) — государственное высшее учебное заведение, один из ведущих учебных и научно-исследовательских центров в области медицинских наук в Иране
. Расположен в городе Шираз.

## История
Университет основан в 1946 год вначале как Институт высшего образования в сфере здравоохранения. Этот институт был преобразован в медицинский факультет в 1949 году. В 1954 год основан Институт высшего образования для медсестёр, который носил имя Немази. В 1970 году организован стоматологический факультет. Позднее были созданы другие школы.
В первое время государственные высшие учебные заведения Шираза (как медицинские, так и другого профиля) действовали в рамках Ширазского университета (бывшего Университета Пехлеви). В 1986 году медицинское образование в Иране было передано Министерству здравоохранения и медицинского образования. Эта мера была предпринята для более рационального использования национальных медицинских ресурсов. Её следует рассматривать как дополнение к основным мероприятиям, направленным на развитие здравоохранения, медицинских исследований и обучения. Поэтому все факультеты и медицинские центры продолжили свою деятельность в новом филиале, который стал называться Ширазским университетом медицинских наук.

## Образовательная деятельность
По состоянию на июнь 2021 года основной учебный процесс в университете осуществляется на 11 факультетах
1. Медицинский факультет;
2. Стоматологический факультет;
3. Фармацевтический факультет;
4. Факультет здоровья;
5. Факультет сестринского дела и гинекологии;
6. Парамедицинский факультет;
7. Факультет медицинской реабилитации;
8. Факультет трофологии и диетологии;
9. Факультет инновационных медицинских технологий;
10. Факультет дистанционного образования.
11. Факультет Управление и информация

По информации ИА «Мехр-ньюз», Ширазский университет медицинских наук числится в списке университетов, вошедших в рейтинг U.S. News Best Global Universities rankings — 2021.

## Исследовательская деятельность
В Иране одним из основных ключевых моментов при выборе направлений исследований служит ориентация на исследовательские инициативы университетов. Ширазский университет, занявший в 2021 году на 26-й Фестивале медицинских исследований Рази 3-место (среди всех иранских медицинских университетов) в области развития технологий здравоохранения, играет важную роль в программе медицинских исследований в Иране. Поэтому обеспечение высокого уровня прикладных исследований является важной задачей долгосрочной политики Университета, объединяющего в своей работе множество областей медицины и смежных наук. Исследования в Университете проводятся в 18 школах, 63 исследовательских центрах (23 из которых расположены в Исследовательской башне Мохаммада Расулуллы), 6 исследовательских инкубаторах и некоторых связанных с ним больниц. По мнению руководства Университета, такая политика разнообразного спектра исследовательских проектов в Университете положительно повлияла на научный прогресс, а также на качество преподавания и профессиональной подготовки.
Сотрудники Университета, проводя исследования, связанные с пандемией коронавирусной инфекции (COVID-19), обмениваются опытом с Испанией и Францией. 13 августа 2020 года Университет в лице Камрана Багери Ланкарани (руководителя Исследовательского центра политики здравоохранения в Университете) принимал участие в виртуальной встрече авторитетных экспертов из Ирана и США, обсуждавших проблемы коронавируса. В ходе встречи внимание уделялось научным, этическим и психологическим вопросам, связанным с пандемией.
В состав Университета входят следующие научные центры:
- Центр исследования аллергии
- Исследовательский центр анестезиологии и реанимации
- Научный центр аутоиммунных заболеваний
- Научно-исследовательский центре инфекционных болезней (фундаментальные науки)
- Центр исследования биоматериалов
- Научный центр болезней костей и суставов
- Центр сердечно-сосудистых исследований
- Клеточный и молекулярный исследовательский центр Гераша (CMGRC)
- Центр нанотехнологий в доставке лекарств
- Научный центр клинической неврологии
- Научный центр клинической микробиологии
- Колоректальный исследовательский центр
- Исследовательский центр психиатрической помощи на базе сообщества (CBPCRC)
- Диагностическая лаборатория Научно-исследовательский центр технологий
- Центр исследований эндокринной системы и метаболизма
- Научный центр гастроэнтерологии и гепатологии
- Центр исследования человеческих ресурсов здравоохранения
- Центр исследований политики здравоохранения
- Гематологический научный центр
- Исследовательский центр гистоморфометрии и стереологии
- Центр исследования бесплодия
- Исследовательский центр защиты от ионизирующих и неионизирующих излучений
- Исследовательский центр лапароскопии
- Научно-исследовательский центр медицины плода и матери
- Исследовательский центр медицинской визуализации
- Исследовательский центр химии лекарственных и природных продуктов
- Научно-исследовательский центр обработки лекарственных растений
- Исследовательский центр молекулярной дерматологии
- Исследовательский центр нанобиологии и наномедицины
- Научно-исследовательский центр питания и пищевых продуктов
- Ортодонтический научный центр
- Исследовательский центр фармацевтических наук
- Глазной исследовательский центр
- Научно-исследовательский центр медицинских наук
- Научно-исследовательский центр психиатрии и поведенческих наук
- Научно-исследовательский центр традиционной медицины и истории медицины
- Центр исследований ожогов Шираза
- Центр гериатрических исследований Шираза
- Ширазский исследовательский центр ВИЧ / СПИДа
- Институт онкологических исследований Шираза
- Центр неонатальных исследований Шираза
- Ширазский нефроурологический научный центр
- Центр нейробиологических исследований Шираза (SNRC)
- Исследовательский центр трансплантологии Шираза (STRC)
- Социальные детерминанты Центра исследований здоровья
- Центр исследований трансгенных технологий
- Центр исследования травм[12].

## Медицинская деятельность
Система здравоохранения в Иране находится в ведении Министерства здравоохранения и медицинского образования, которое занимается политикой развития здравоохранения на национальном уровне и контролем за осуществлением этой политики. Оно также регламентирует все медицинские услуги в Иране. Эти услуги осуществляются на основе трёх систем, охватывающих государственно-правительственную систему, частный сектор и общественные организации. Медицинские учреждения, функционирующие в рамках государственно-правительственной системы, работают под непосредственным управлением медицинских университетов. В соответствии с этим Университет как главный университет провинции Фарс несёт ответственность за общественное здравоохранение и предоставление медицинских услуг в государственных учреждениях. Он управляет и (или) контролирует 15 учебных больниц, 28 больниц без обучения, 6 государственных клиник, 3 медицинских центра, 35 медицинских сетей (сельские центры здоровья и дома здоровья), 24 частных больницы и 3 благотворительных больницы.
В больницах, находящихся под эгидой Университета, осуществляются: пересадка органов, в том числе печени, почек, поджелудочной железы, костного мозга, церебральное стентирование и МРТ-тесты, ангиопластика печени, химиотерапия и лучевая терапия для лечения разных видов рака, сердечно-сосудистые хирургические операции, ортопедические услуги, замена коленного сустава, лечение бесплодия женщин и мужчин, в том числе ЭКО (искусственное оплодотворение). Помимо этого, проводятся такие уникальные хирургические операции, как электронная стимуляция мозга, операция раковой опухоли крестца (сакродинии) в тазовой области, операция волчьей пасти новорожденных, одновременная пересадка печени и почки и другие.
Как сообщает член факультета Университета директор Центра трансплантации «Buali Sina» Сейед Али Малек Хоссейни, команда трансплантологов Университета провела 4577 операций по пересадке печени, 239 операций по пересадке поджелудочной железы. По его словам, каждый год они осуществляют более 500 трансплантаций печени, а число трансплантаций, сделанных в Ширазе, «больше, чем все, что делается за год в больницах Европы и США».